# Cycas armstrongii
Саговник Армстронга (лат. Cycas armstrongii)  — вечнозелёное древовидное растение рода Саговник. Видовое латинское название дано в честь Джона Армстронга, коллекционера Королевских ботанических садов.

## Описание
Стебли древовидные, 3—6 м высотой, 5-11 см диаметром в узком месте. 
Листья ярко-зелёные, полуглянцевые или высокоглянцевые, длиной 55-90 см. 
Пыльцевые шишки яйцевидные, оранжевые, длиной 11-20 см, диаметром 7,5-10 см. Мегаспорофилы 13-22 см длиной, серо-войлочные и коричнево-войлочные. 
Семена плоские, яйцевидные, 34-37 мм длиной, 32-36 мм в ширину; саркотеста оранжево-коричневая, не покрыта налётом, толщиной 3-4 мм.
Эндемик Австралии (Северная территория). Распространённый вид в плотных и больших популяциях на песке. Растения произрастают в открытых тропических лиственных редколесьях, реже в каменистых местах.
Основные угрозы виду — это расчистка и несоответствующие пожарные режимы. Увеличение интенсивности огня, в частности, связанных с ростом нагрузки топлива из-за вторжения экзотических трав, как ожидается, приведет к росту смертности. Считается, что скорость очистки и потери из-за пожара может привести к потере не менее, 30 % популяции в течение трёх поколений. Вид произрастает нескольких природоохранных парках и заповедниках.